# Медаль «За Иракскую кампанию»
Медаль «За Иракскую кампанию» (англ. Iraq Campaign Medal) — военная награда США, вручающаяся за участие в Иракской войне (2003—2010). Учреждена указом президента США Джорджа Буша — младшего 13363 от 29 ноября 2004 года. Вручается с 2005 года.

## Описание
Бронзовая медаль — 3,49 см по ширине. На лицевой стороне — силуэт Ирака с изображением рек Тигр и Евфрат, обрамлённый пальмовым венком; в верхней части надпись «ИРАКСКАЯ КАМПАНИЯ» (IRAQ CAMPAIGN). На обороте — статуя Свободы, обрамлённая солнечными лучами; ниже неё размещены два скрещённых сцимитара (клинками вниз), ещё ниже — надпись «ЗА СЛУЖБУ В ИРАКЕ» (FOR SERVICE IN IRAQ).

## Лента
Лента — 3,49 см шириной и состоит из следующих цветовых полос: 0,40 см — алый; 0,16 см белый; 0,08 см зелёный; 0,16 см белый; 0,40 см — чёрный; 1,11 см замшевый; 0,40 см — чёрный; 0,16 см белый; 0,08 см зелёный; 0,16 см белый; 0,40 см — алый.
Боковые полосы на ленте при этом напоминают флаг Ирака.

## Критерии
Награждению подлежат военнослужащие США, в период с 19 марта 2003 года по 31 декабря 2011 года служившие не менее 30 (беспрерывно) или 60 (с перерывами) дней на территории Ирака или в водах на удалении до 12 морских миль от берега. Также награждению подлежат военнослужащие, удовлетворяющие одному из нижеперечисленных критериев:
- непосредственно участвовавшие в боевых действиях против вражеских сил с угрозой для своей жизни и здоровья (вне зависимости от срока службы);
- погибшие или получившие ранение/травму, достаточно серьёзную для медицинской эвакуации из Ирака (вне зависимости от срока службы);
- в качестве члена экипажа летательного аппарата выполнявшие полёты в Ирак, из Ирака или над Ираком в рамках военной операции, при этом каждый день, когда производился хотя бы один вылет, идёт в зачёт указанных 30 или 60 дней.